# Dværgen
Dværgen er en dansk-amerikansk pornofilm i spillefilmslængde fra 1974, der er instrueret af Vidal Raski efter manuskript af William Mayo. Filmen er en engelsksproget dansk-amerikansk samproduktion rettet mod det amerikanske marked. Der medvirker engelske og engelsktalende danske skuespillere. Filmen foreligger både i en hardcore-versionen, som vistes i Danmark, og i en udgave uden eksplicitte sex-scener.

## Handling
Filmen er en såkaldt porno-gyser om en fattig forfatter, der med sin unge kone flytter ind i et skummelt pensionat, der drives af en afdanket skuespillerinde og hendes søn, som er dværg. Konen opdager, at de holder unge piger fanget på øverste etage. Dværgen har gjort dem afhængige af narkotika og lader perverse mænd forlyste sig med dem mod betaling, mens han selv kikker med. Den unge kone er udset som næste offer men reddes i sidste øjeblik af sin mand.

## Medvirkende
- Torben Bille - Olaf, dværg
- Anne Sheldon Williams - Lila Lashe, Olafs mor
- Anthony Eades - Peter, forfatter
- Anne Sparrow - Mary, Peters kone
- Lisbeth Olsen - Indespærret pige
- Jette Koplev - Indespærret pige
- Clara Keller - Indespærret pige
- Jeanette Marsden - Indespærret pige
- Jane Gutter - Indespærret pige
- Dale Robinson - Kunde hos dværgen
- Gerda Madsen - Winnie, Lilas veninde
- Werner Hedman - Santa Claus, narkohandler